# Марко Драговић
Марко Драговић (Велестово, 22. август 1852 — Цетиње, 19. септембар 1918) био је српски историчар и просвјетни радник из Црне Горе.

## Живот
Његова мајка Крстиња је била ћерка Јована Јововића из Марковине, коме су браћа од стрица били поп Мило и поп Лука Јововић. Брат Марка Драговића је био Живко Драговић, српски писац, професор и политичар. Та фамилија је дала још познатих и утицајних личности. Са једанаест година долази на Цетиње. Након основне школе завршио је Богословију, 1869- 1872., као прва генерција те Богословије. По завршетку Цетињске богословије радио је као учитељ у Његушима и Брчелима (1871.-1876.). Био је члан друштва Црногорски борац и почео сарађивати у листу Црногорац 1872. У доба херцеговачког устанка (1875.) и црногорско-турског рата (1876.-1878.) дописник је Милетићеве Заставе. Године 1878. отишао је на школовање у петроградску Духовну академију, коју завршава 1882. године. Након тога одлази у Србију, али је режим Обреновића нерадо гледао на њега, па је из Србије протјеран. Исте 1882. године се вратио у Црну Гору и 1884. је постављен за секретара Министарства просвјете и црквених послова. Истовремено је обављао послове главног надзорника Књажевског питомачког завода. Био је један од чланова утемељача Српског археолошког друштва 1883. године. За дописног члана Српског ученог друштва изабран је 1885. Почасни члан и дописник СКА постао је 1891. Године 1892. прешао је у Улцињ гдје је радио као секретар Окружног суда. У Улцињу је био 1902. предсједник улцињске Читаонице. Од 1907. радио је као професор новоосноване Гимназије у Подгорици. Пензионисан је 1911. по сопственој жељи и од тада је живио на Цетињу. Уређивао је Општински гласник (1914.) и неколико бројева Вјесника (1915.). Посљедње године живота је провео у неимаштини. Због опонирања краљу Николи четири године је робијао на острву Грможур.
Иако није стекао формално образовање историчара, Драговић се са великом преданошћу посветио изучавању историје и својим радовима, који су често имали пионирски карактер, знатно подигао ниво историјских сазнања о Црној Гори. Од посебног је значаја његов рад на издавању извора које је претежно прикупио током свог школовања у Москви и Петрограду или током истраживања по Црној Гори и Боки которској. Архивска грађа коју је Драговић објављивао, било самостално било као додатак уз монографије и расправе, није лишена недостатака који су проистекли из недовољног познавања принципа објављивања историјских извора или критеријума у одабирању докумената. Ипак и поред тих недостатака Драговићева издања и даље представљају важан ослонац за истраживаче историје Црне Горе, почев од доба Црнојевића па све до друге половине 19. вијека. Драговић је био поклоник критичког сагледавања прошлости и написао је неколико мањих прилога из историје Црне Горе. У својим радовима он није успјео да разријеши ниједно од крупних питања историје Црне Горе, али је дао подстицај бављењу широким опсегом тема, односно свим видовима људске дјелатности у прошлости, заснивајући своја истраживања не само на историјским изворима већ и на народном предању. Своје најважније радове објавио је у Гласнику Српског ученог друштва, Споменику и Старинама ЈАЗУ али је велики дио његовог научног опуса расут у бројним локалним црногорским часописима и стога су тешко доступни истраживачима.
Драговић је такође и пионир организованог рада на систематском прикупљању разноврсне грађе за упознавање историје Црне Горе. Тај посао отпочео је описивањем материјалних остатака и старих рукописних књига и издавањем Упутства за сакупљање материјала за повијест и земљопис Црне Горе (1884). Један је и од првих издавача радова о Црној Гори али је због немогућности да ради у богатим књижничким фондовима, успјео да објави само парцијалне пописе дијела која су се бавила Црном Гором, што је био само скроман преглед онога што је о Црној Гори до тада написано. Оставио је велику рукописну заоставштину из које су након његове смрти објављена само два рада.

## Одабрана дјела
- Материјали за историју Црне Горе владике Петра I (1804.—1815), Гласник СУД 55 (1884).
- Митрополит црногорски Василије Петровић — Његош или Историја Црне Горе од 1750. до 1766. године, Цетиње (1884).
- Крусовољ књаза и господара црногорскога Ивана Црнојевића на Цетиње 1485,, Нови Сад (1886).
- Прилози за историју Црне Горе из времена владика из разних племена, Старине ЈАЗУ, књ. 19. (1887).[4]
- Борба Црногораца са Турцима око превласти над Граховом (1837.—1852), Старине ЈАЗУ 20 (1888).
- Русија и Црна гора од 1780. до 1790., Гласник СУД 72 (1891).
- Материјали за историју Црне Горе из времена владике Петра II (1838.—1847), Гласник СУД 73 (1892).
- Покушај за библиографију о Црној Гори, Цетиње (1892).
- Документи о Шћепану маломе, Споменик 22 (1893).
- Материјали за историју Црне Горе времена митрополита Данила, Саве и Василија Петровића, Споменик 25 (1895).
- Прилози за историју Црне Горе и Боке Которске почетком XIX стољећа из петроградского државнога архива (1800.—1816), Споменик 31 (1898).
- Потурчењаци у Црној Гори, Цетиње 1931.
- Историја Црне Горе, први дио, Цетиње 1935.